# Josep Maria Albert i Despujol
Josep Maria Albert i Despujol   (Barcelona, 24 d'abril de 1886 - Barcelona, 24 de març de 1952), baró de Terrades, fou un polític i industrial cotoner català, alcalde de Barcelona durant el franquisme i president de Foment del Treball Nacional.

## Biografia
Fill d'una família d'industrials molt relacionada amb el rei Alfons XIII, el 1921 li fou atorgat el títol de baró de Terrades. El 1927 es casà amb Maria del Carmen Muntadas i Estruch (1882-1970), II comtessa de Santa Maria de Sants, membre de la família Muntades, que el 1847 havien creat la fàbrica La España Industrial. J.M. Albert esdevindrà director general de l'empresa.
Durant la Segona República Espanyola es mantingué monàrquic i simpatitzant de Renovación Española. En començar la Guerra Civil Espanyola, s'exilià a Itàlia i després passà a Sevilla, ja dominada per les tropes franquistes. La fàbrica col·lectivitzada del 1936-1939, va ser retornada als propietaris acabada la Guerra Civil. El 1941 el baró de Terrades va ser elegit president del Foment del Treball Nacional on restarà fins al 1952. Des d'aquest lloc la seva empresa es beneficià dels "cupos" de matèria primera fixats pel govern.
El 1945 serà nomenat alcalde de l'Ajuntament de Barcelona en substitució de Miquel Mateu i Pla, en un consistori en què tindrà de 1r tinent d'alcalde el falangista Josep Ribas Seva, de delegat de Reconstrucció (després Urbanització i Eixample) el també falangista Carles Trias Bertran, de Cultura Tomàs Carreras i Artau. Combinà el càrrec amb el de procurador a les Corts Espanyoles fins a la seva destitució fulminant arran de la vaga de tramvies del 1951. El substituí Antoni Maria Simarro i Puig.
Introduí als consistoris personalitats de perfil sociopolític baix, compaginà la gestió consistorial amb la industrial i la seva gestió es caracteritzà per l'escassa activitat. Durant el seu mandat es va constituir l'Instituto Municipal de la Vivienda (1945) per lluitar contra el barraquisme atès que el problema de l'habitatge s'agreujava. Entre 1945 i el 1948, més de 115.000 immigrants arribaren a Barcelona. També es va cobrir el darrer tram del tren de Sarrià.
Una actuació ressenyable del baró de Terrades fou la seva oposició a l'absorció de la notable xarxa d'escoles municipals de Barcelona per part de l'Estat. Ja que la llei de 17 de juliol de 1945 possibilitava a tota persona individual o col·lectiva crear una escola, però prohibia expressament fer-ho a ajuntaments i diputacions provincials. Comptà amb l'ajut del tinent d'alcalde Tomàs Carreras i Artau, president de la Comissió de Cultura, que valorava la qualitat de l'obra escolar de l'Ajuntament de Barcelona. Finalment s'aconseguí preservar l'autonomia de les escoles municipals.
També va ser Procurador en Corts des del 26 d'abril de 1945, en ser membre nat per la seva condició d'alcalde de Barcelona. Va participar durant la I Legislatura de les Corts Espanyoles (1943-1946), continuant durant la II Legislatura de les Corts Espanyoles (1946-1949). Va repetir càrrec en la III Legislatura de les Corts Espanyoles (1949-1952), fins al 13 de març de 1951, quan va cessar.